# 白龙寺站
白龙寺站是昆明地铁5号线的地铁车站，位于中华人民共和国云南省昆明市盘龙区白龙路与龙庆路交叉口，于2022年6月29日开通。

## 车站结构
白龙寺站位于白龙路与龙庆路交叉口，沿白龙路设置，呈南北走向，为地下两层岛式站台车站，车站长189.5米，标准段宽19.7米，车站地下一层为站厅层，地下二层为站台层，站台设置全高站台门。
| 地面              | 出入口 | A、B、D出入口                                                                                         |
| 地下一层          | 站厅   | 客服中心、自动售票机、验票机                                                                          |
| 地下二层          | 站台   | \| \| \| █ 5号线往宝丰（石闸） \| \| 島式 · 開左邊车门 \| \| \| \| \| \| █ 5号线往世博园（終點站） \| |
|                   |        | █ 5号线往宝丰（石闸）                                                                                 |
| 島式 · 開左邊车门 |        | |
|                   |        | █ 5号线往世博园（終點站）                                                                             |

## 出入口
白龙寺站目前开放3个出入口，各出口及周围设施如下所示：
| 编号                  | 地点           | 建议前往的目的地                               | 照片 |
| --------------------- | -------------- | ---------------------------------------------- | ---- |
| 出口 · A              | 白龙路         | 郦岛嘉园小区                                   |      |
| 出口 · B              | 白龙路、龙华路 | 佳园小区、昆明勇恒体育中心                     |      |
| 出口 · D · 升降机标志 | 龙苑路         | 西南林业大学、云南大学附属中学西林分校、白龙寺 |      |
| 註： 設有             |                |                                                |      |

## 接驳交通

### 公交车
- 白龙村：55路，70路，75路，Z99路
- 白龙寺地铁站：22路，47路，55路，69路，70路，72路，75路，235路

## 车站历史
本站建设时期工程名为龙庆路站，开通前确定以白龙寺站作为车站正式名称。
- 2019年9月11日，车站主体结构封顶[2]。
- 2022年6月29日，车站随5号线通车开通[1]。